# گریوز آفتالموپاتی
گریوز آفتالموپاتی (به انگلیسی: Graves' ophthalmopathy)، که همچنین به عنوان بیماری تیروئید چشمی (TED) نیز شناخته می‌شود، یک بیماری التهامی خود ایمنی است که باعث اختلال در حدقه و بافت اطراف چشم، جمع شدن پلک فوقانی، تأخیر پلکی، تورم، قرمزی (اریتما)، ورم ملتحمه، و برون‌چشمی می‌شود. این بیماری بیشتر در افراد مبتلا به بیماری گریوز، و کمتر در افراد مبتلا به تیروئیدیت هاشیموتو، یا در افرادی که یوتیروئید دارند رخ می‌دهد.